# Castelo dos Mouros (Sintra)
El castell de Sintra (en portugués castelo de Sintra), també conegut com a castelo dos Mouros, es troba en la vila de Sintra, concretament en la freguesía de Sâo Pedro de Penaferrim, concello de Sintra, districte de Lisboa, a Portugal.
Erigit sobre un massís rocós, aïllat en un dels cims de la serra de Sintra, des de les seues muralles es gaudeix d'una vista privilegiada de la zona fins a l'oceà Atlàntic.

## Història

### Antecedents
Sobre aquesta toponímia, Pinho Leal va escriure:
L'origen del nom prové d'un temple erigit l'any 308 ae pels grecs, gal·loceltes i túrduls, que el dedicaren a la Lluna. Els celtes denominaven la lluna Cynthia i quan els àrabs dominaren la regió, en no pronunciar la ‘s', anomenaren el lloc ‘Chintra’ o ‘Zintira’. (Pinho Leal, Augusto Soares de Azevedo Barbosa, Portugal Antigo e Moderno (vol. 2). Lisboa: 1877. pàg. 301 i s.)
Durant la invasió àrab de la península Ibèrica al s. VIII, la zona de Sintra fou ocupada i la població rebé el nom d'as-Shantara. Els estudiosos estan d'acord que aquests foren els responsables de la primera fortificació, entre el s. VIII i el IX, i la seua finalitat era controlar estratègicament les vies terrestres que unien Sintra amb Mafra, Cascais i Lisboa.
Formà part del regne taifa de Badajoz, durant el segle xii, per l'amenaça que representaven les tropes de Yusuf ibn Tasufin, que eren oriündes del nord d'Àfrica i havien passat a la península per conquistar i reunificar els dominis dels almoràvits; el governant de Badajoz, Mutawaquil, lliurà Sintra, juntament amb Santarém i Lisboa, en la primavera de 1093, al rei Alfons VI de Lleó, i hi creà una aliança defensiva que no es va poder mantenir. Embolicat en la defensa dels seus propis territoris, el governant cristià no fou capaç d'ajudar el governant àrab, els territoris del qual sucumbiren a l'any següent, i passaren Lisboa, Santarém i Sintra al domini dels almoràvits.

### El castell medieval

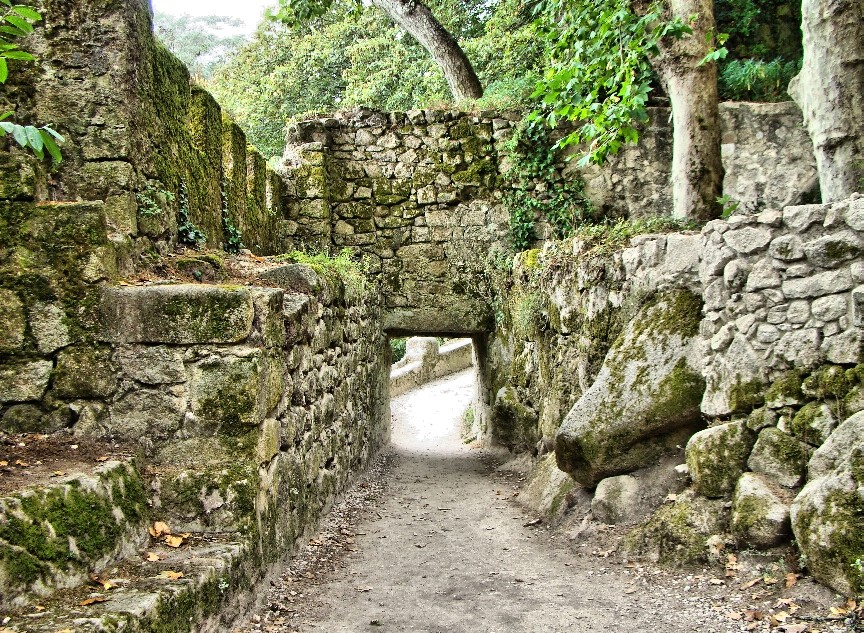
Una de les entrades al castell

El destí de Sintra es va mantenir unit al de Lisboa, que seria conquistada per les tropes d'Alfons VI, per tornar a les mans dels musulmans el 1095, fins a caure definitivament sota les tropes d'Afonso Henriques (1112-1185) el 1147. Per a la repoblació i defensa, el sobirà atorgà un fur a Sintra el 1154, quan haguera acabat de reparar les defenses de la ciutat, i la dotà d'una església (església de São Pedro de Canaferrim).
El seu fill i successor, Sanç I (1185-1211), també s'ocupà del castell de Sintra, remodelant-lo i reforçant-ne les defenses. Segles més tard, Ferran I (1367-1383) el reformaria, quan fou assetjat per les tropes castellanes. Durant l'època de la crisi de 1383 a 1385, l'alcalde n'era Henrique Manuel de Villena, que prengué partit per Dona Beatriz, i lliurà aquest castell fort i molt alt i fragós que li fou confiat després de la victòria de Joan I de Portugal en la batalla d'Aljubarrota (Fernâo Lopes: Crònica de D. Joâo I).
Després, alguns sobirans portuguesos triaren Sintra com la seua residència, i pernoctaven al palau Reial (Paço Regi), ampliat i millorat al llarg dels segles (palau Nacional de Sintra); la població ha crescut a l'entorn d'aquest nou nucli. El castell entrà en decadència, sobretot després del s. XV, amb l'expulsió dels jueus del país, que en aquella època eren els únics que l'habitaven. Al s. XVI estava deshabitat. La caiguda d'un llamp va causar danys a la torre de l'Homenatge el 1636, que es van agreujar pel terratrèmol de Lisboa de 1755.

### Del s. XIX als nostres dies
Al s. XIX, durant el segon regnat de Maria II (1834-1853), el seu marit, Ferran, influït per l'impuls de redescobriment de l'edat mitjana propi del romanticisme, prengué el castell el 1839 després d'un acord amb l'ajuntament de Sintra, amb un pagament de 210 reals anuals. S'hi feren àmplies obres de reconstrucció que detingueren l'avançat estat de degradació en què es trobava. Seguint el gust de l'època s'hi condicionaren miradors, camins d'accés i vegetació abundant per convertir-lo en una atracció turística.
El castelo dos Mouros i la seva cisterna foren declarats Monument nacional per un decret de 23 de juny de 1910. La intervenció del poder públic portuguès en el monument començà al 1939, amb la reconstrucció de parts de la muralla. Després d'una sèrie d'intervencions menors als anys 1954 i 1965, el 1986 feren treballs de neteja i reconstrucció dels murs i merlets en diverses zones, i novament el 1992.
El conjunt de Sintra fou classificat com Patrimoni Cultural de la Humanitat per la Unesco el 1995.

## Característiques

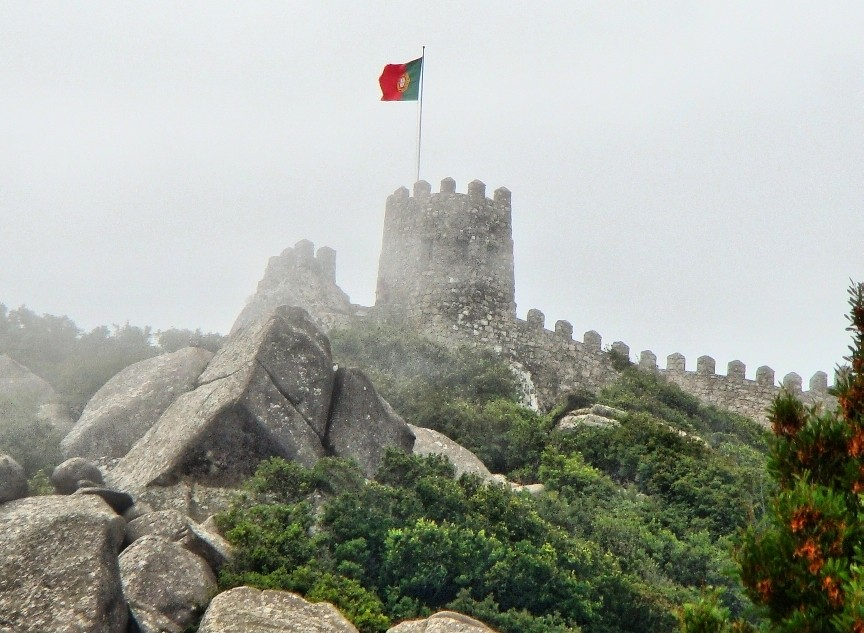
El castell en la boira

El monument presenta una planta orgànica (adaptada al terreny) amb gairebé 450 metres de perímetre i 12.000 m² d'àrea.

### Muralles
Les muralles són constituïdes per una cadena doble, interior i exterior. A l'est encara són visibles trossos de la muralla exterior, on es troba la porta d'accés al recinte. La part alta de la muralla interna és decorada amb merlets i reforçada per diverses torres.
Les muralles es feren seguint la tècnica de la soga i tissão, que encara es pot observar en la part millor conservada. Blocs de carreus de 30–40 cm d'alçada n'estan col·locats alternadament al llarg i ample. Són intercalats per petites i estretes línies de pedres d'argamassa. Aquesta tècnica canvia als 4–5 m d'alçada, on s'observa una menor qualitat, fruit d'una segona fase de construcció. En una altra part de les muralles, es pot observar la zona d'unió de les diverses tècniques, fruit de l'herència de les diferents fases d'execució de les obres.
A part de les muralles amb merlets i torres, el conjunt es completa amb rampes i escales d'accés.
Un altre element digne d'esment n'és la porta àrab amb un arc de ferradura.

### Torres
La muralla presenta cinc torres: quatre de planta rectangular i una de planta circular, coronades per bases piramidals. No queden vestigis dels dos pisos i del sistema de teulada primitius.
La torre en la cota més elevada del terreny, coneguda també per torre Reial, es pot assolir mitjançant una escala de 500 graons, i consta que ací visqué Bernardim Ribeiro, un escriptor portuguès del s. XVI.

### Capella
Dins del castell, prop de la porta d'armes, s'alça una església consagrada a sant Pere, datada de l'època d'Afonso Henriques. És una església en romànic portuguès, amb una planta longitudinal i una nau única sense sostre. L'absis de volta és de planta rectangular i presenta vestigis de frescs. L'església té dues façanes, una d'arc ple de doble volta encerclat de columnes amb capitells decorats, i un altre amb un arc doble recolzat en columnes semblants a les anteriors, amb capitells amb motius fitomòrfics. Unes excavacions realitzades a la capella tragueren a la llum diverses tombes d'una antiga necròpoli medieval.

### Cisterna
Contigua a l'església de Sant Pere de Penaferrim, es troba una cisterna de gran capacitat, que data del període islàmic. A l'interior en volta, brolla una deu que proveïa el palau Nacional de Sintra.

### Accés
Al monument, que es veu des de Sintra, s'arriba pujant per la rampa da Pena, un camí sinuós que travessa l'interior de la serra. Aquest espai, al llarg dels segles, fou, no sols ocupat per obres de valor artístic i històric, sinó també per les més variades espècies botàniques, moltes de rares i exòtiques.

## La llegenda de Melides
Després de la conquesta de Santarém, el rei Afonso Henriques imposà un setge a Lisboa, que durà tres mesos. Encara que el castell de Sintra es lliurà voluntàriament després de la caiguda de Lisboa, la llegenda diu que en aquesta ocasió, recelós d'un atac sorpresa a les seues tropes per part dels àrabs de Sintra, el sobirà demanà a En Gil, un cavaller templer, que formés un grup de vint soldats de confiança, per anar secretament a observar els moviments de l'enemic, i prevenir una possible sortida dels àrabs de Lisboa, per Cascais i el Tajo fins a Sintra. Els croats es col·locaren al camí silenciosament. Per evitar ser vists, viatjaven de nit, i s'amagaven de dia, pel camí de Torres Vedras fins a Santa Creu, per la costa fins a Colares, evitant Albernoz, un temut cap moro de Colares i del Penedo. La Mare de Déu s'aparegué als cavallers i els va dir: "No tingueu por perquè hi anàreu vint però éreu mil, mil éreu perquè hi anàreu vint."
D'aquesta forma, plens de coratge perquè la Verge estava amb ells, al final de cinc dies amagats, s'enfrontaren a l'enemic, el derrotaren i conquistaren el castelo dos Mouros. En homenatge a aquest fet es construí la capella de Nostra Senyora de Melides ("mil ides", 'mil éreu').